# Manuel Peris Gómez
Manuel Peris Gómez (Burjasot, 1927-Valencia, 24 de agosto de 2012) fue un jurista español, activista democrático durante la dictadura franquista, magistrado y miembro del Consejo General del Poder Judicial (1985-1990).

## Biografía
Manuel Peris se licenció en Derecho por la Universidad de Valencia e ingresó en la carrera judicial en 1953. Tras ocupar plaza de juez en distintas localidades de las provincias de Castellón y Valencia, pasó a la Audiencia Provincial de Barcelona como magistrado y, después, como juez decano de los juzgados de Valencia (1978-1984). Se desempeñó como magistrado en la Audiencia Territorial de Valencia un año hasta que fue elegido por las Cortes Generales miembro del Consejo General del Poder Judicial (CGPJ) donde fue vicepresidente con Antonio Hernández Gil como presidente (1985-1990). Finalizado el mandato, se incorporó al Tribunal Superior de Justicia de la Comunidad Valenciana hasta su jubilación.
Durante su destino en Barcelona fue uno de los impulsores del movimiento clandestino Justicia Democrática, que agrupó a jueces, fiscales y secretarios judiciales en la defensa de los derechos y libertades fundamentales frente a la dictadura. Fue cofundador de la Junta Democrática del País Valenciano (1975), miembro destacado de Jueces para la Democracia así como de la asociación cristiana Justicia y Paz. Su obra más reconocida fue Juez, estado y derechos humanos, editada por vez primera en Valencia en 1976.
Pascual Sala, que ocupó la presidencia del CGPJ en 1990, consideró a Manuel Peris como «uno de los principales impulsores del movimiento judicial contra el régimen de privación de libertades que significó la dictadura franquista» que realizó una «auténtica defensa de la independencia judicial y de la operatividad de la justicia». Por su parte, Joaquim Bosch señaló sus «valiosas aportaciones para impulsar el tránsito desde una dictadura hasta un Estado de Derecho».